# Chwalisław (imię)
Chwalisław, Chalisław, Falisław, Kwalisław – staropolskie imię męskie, złożone z członu Chwali- („chwalić, sławić, dziękować”) i -sław („sława”). Prawdopodobnie oznaczało „tego, który chwali sławę”. Forma Falisław powstała w wyniku uproszczenia się grupy chw w f, które zaszło na Śląsku, w Małopolsce i na Mazowszu w polszczyźnie epoki przedpiśmiennej. 
Forma żeńska: Chwalisława, Falisława
Chwalisław imieniny obchodzi 13 stycznia i 3 listopada.
Zobacz też:
- Faliszewo
- Falenica